# Давід Беленгер
Давід Беленгер (ісп. David Belenguer, нар. 17 грудня 1972, Вілассар-де-Мар) — іспанський футболіст, що грав на позиції захисника.
Виступав, зокрема, за клуб «Хетафе».

## Ігрова кар'єра
Народився 17 грудня 1972 року в місті Вілассар-де-Мар. Вихованець футбольної школи клубу «Реал Мадрид».
У дорослому футболі дебютував 1992 року виступами за команду «Реал Мадрид C», у якій провів один сезон, взявши участь у 38 матчах чемпіонату. 
Згодом з 1993 по 2003 рік грав у складі команд «Паламос», «Леганес», «Сельта Віго», «Льєйда», «Альбасете», «Екстремадура» та «Реал Бетіс».
Своєю грою за останню команду привернув увагу представників тренерського штабу клубу «Хетафе», до складу якого приєднався 2004 року. Відіграв за клуб з Хетафе наступні шість сезонів своєї ігрової кар'єри. Більшість часу, проведеного у складі «Хетафе», був основним гравцем захисту команди.
Завершив ігрову кар'єру у команді «Реал Бетіс», у складі якої вже виступав раніше. Повернувся до неї 2010 року, захищав її кольори до припинення виступів на професійному рівні у 2011 році.